# Marco alemão-oriental

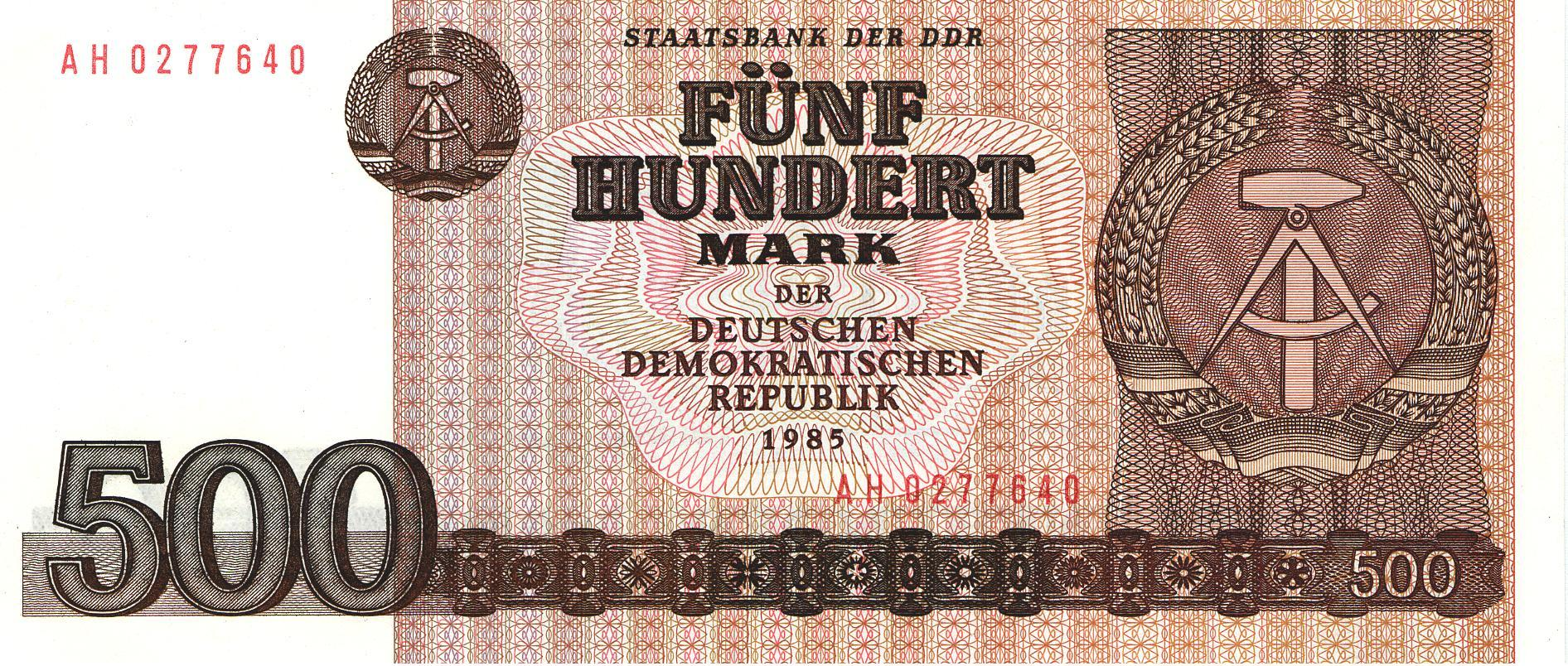
O Staatsbank der DDR imprimiu as notas de M500 em 1984 em preparação para emissão, mas nunca as circulou. Alguns exemplos são mantidos por colecionadores

Marco alemão-oriental (DDR-Mark, "Ostmark") era a unidade monetária usada na antiga RDA, entre 1949 e 1990. Como o marco alemão, era dividido em 100 pfennig.

## História
Em 18 de junho de 1948, uma reforma monetária foi anunciada para as zonas ocidentais. Posteriormente, em 20 de junho de 1948, o Reichsmark e o Rentenmark foram abolidos nas zonas de ocupação ocidentais devido à falsificação soviética de AM-Marks, resultando em instabilidade econômica e inflação, e substituídos pelo Deutsche Mark emitido pelo Bank deutscher Länder (mais tarde Deutsche Bundesbank). Como o Reichsmark ainda era moeda corrente na zona de ocupação soviética, a moeda inundou o leste do oeste, onde não tinha valor. Isso causou uma inflação repentina, que fez com que o dinheiro privado na zona soviética se tornasse inútil da noite para o dia. Como medida de emergência, muitos milhares de funcionários nos escritórios distritais começaram a afixar cupons adesivos nas notas de reichsmark e rentenmark para as quais os proprietários pudessem provar sua origem, até um limite de 70 ℛ︁ℳ︁ por pessoa. Somente essas notas bancárias puderam ser trocadas quando o Deutsche Notenbank (a contraparte da Alemanha Oriental do Bundesbank) emitiu o novo marco alemão com a subsequente reforma monetária.
Embora os soviéticos tenham expressado surpresa sobre a reforma monetária ocidental na época, a Comissão Econômica Alemã, por consulta com a Administração Militar Soviética, havia se preparado para essa situação. Os cupons adesivos já haviam sido impressos e, com assistência logística dos soviéticos, distribuídos entre os escritórios distritais. As primeiras afixações dos cupons começaram imediatamente, já em 19 de junho de 1948. Em 23 de junho de 1948, o dia oficial de início da ação, um estoque considerável de notas bancárias preparadas já estava disponível. Isso permitiu reduzir os tempos de espera e acelerar o processo trocando essas notas por notas bancárias não preparadas.
Em 24 de julho de 1948, uma série completamente nova de notas bancárias foi emitida. Manteve o nome oficial Deutsche Mark von der Deutschen Notenbank até 1964, mas era conhecido, especialmente no oeste, como Ostmark, ou marco oriental.

## Moedas
Esta é uma série das últimas moedas em circulação ate 1990

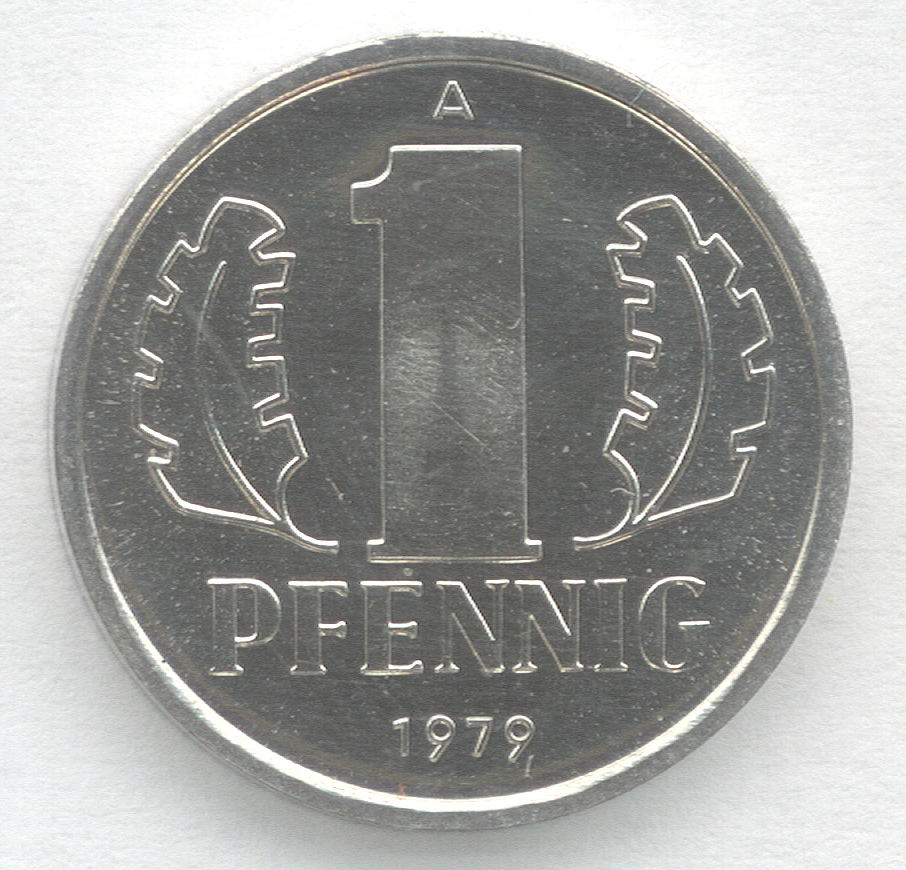
Moeda de 1 Pfennig
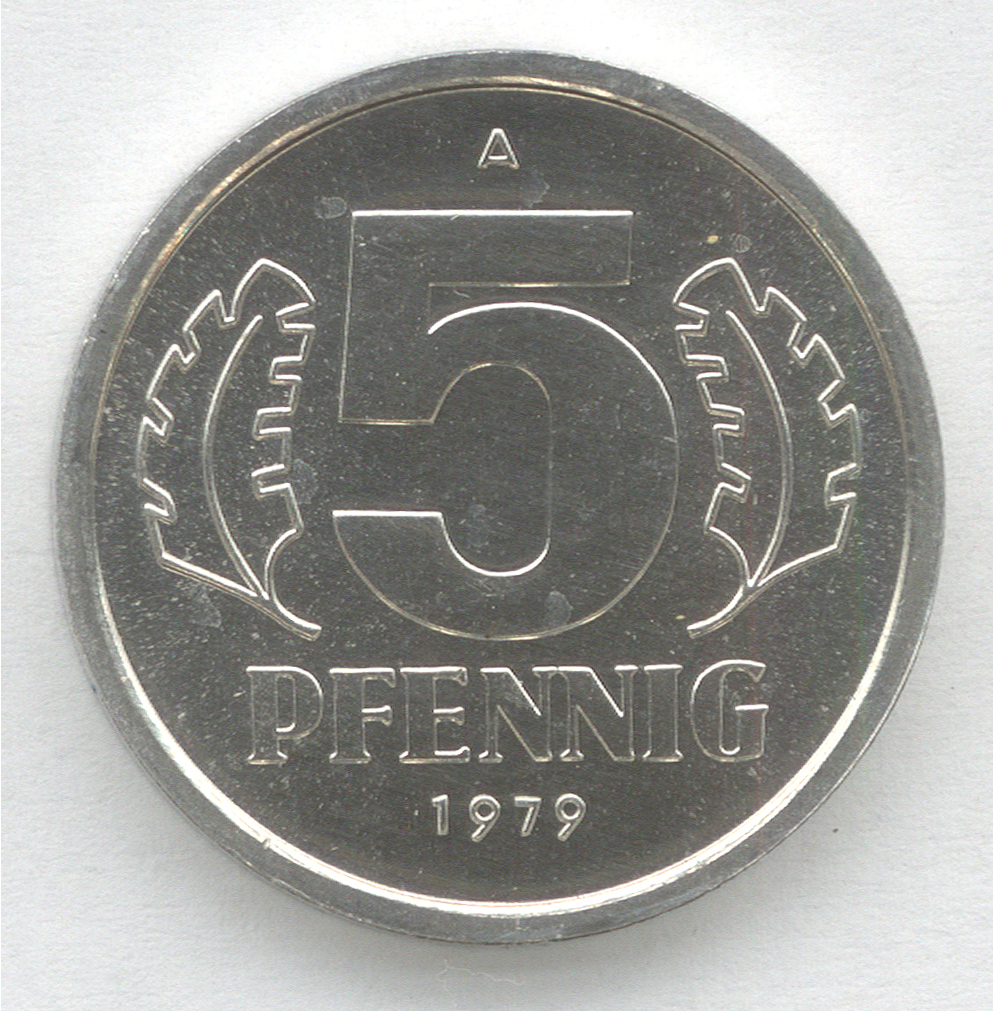
Moeda de 5 Pfennig
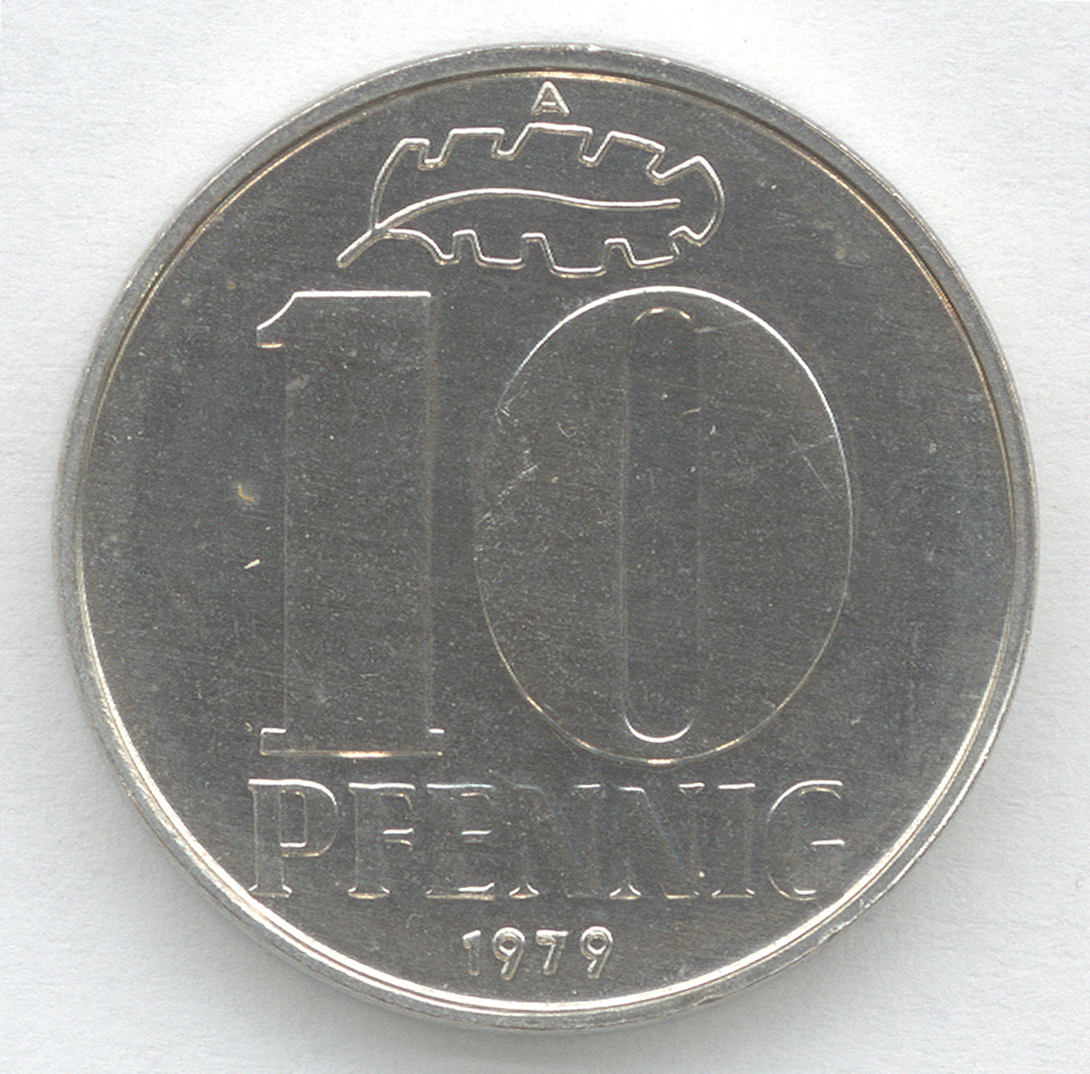
Moeda de 10 Pfennig
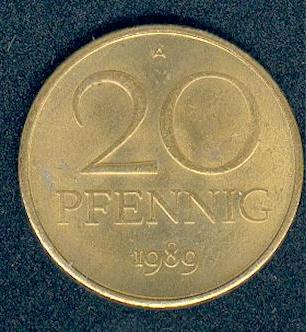
Moeda de 20 Pfennig

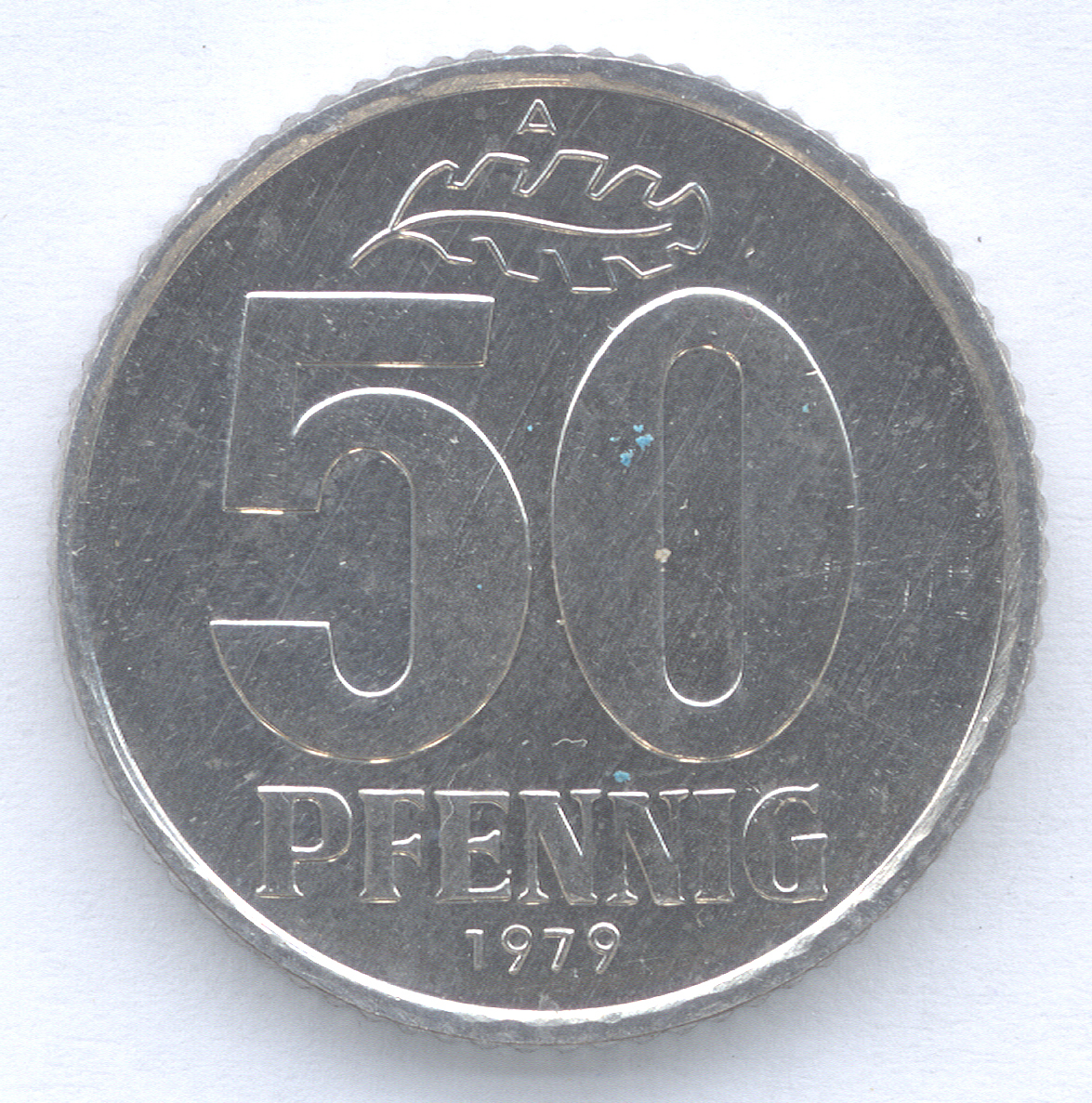
Moeda de 50 Pfennig
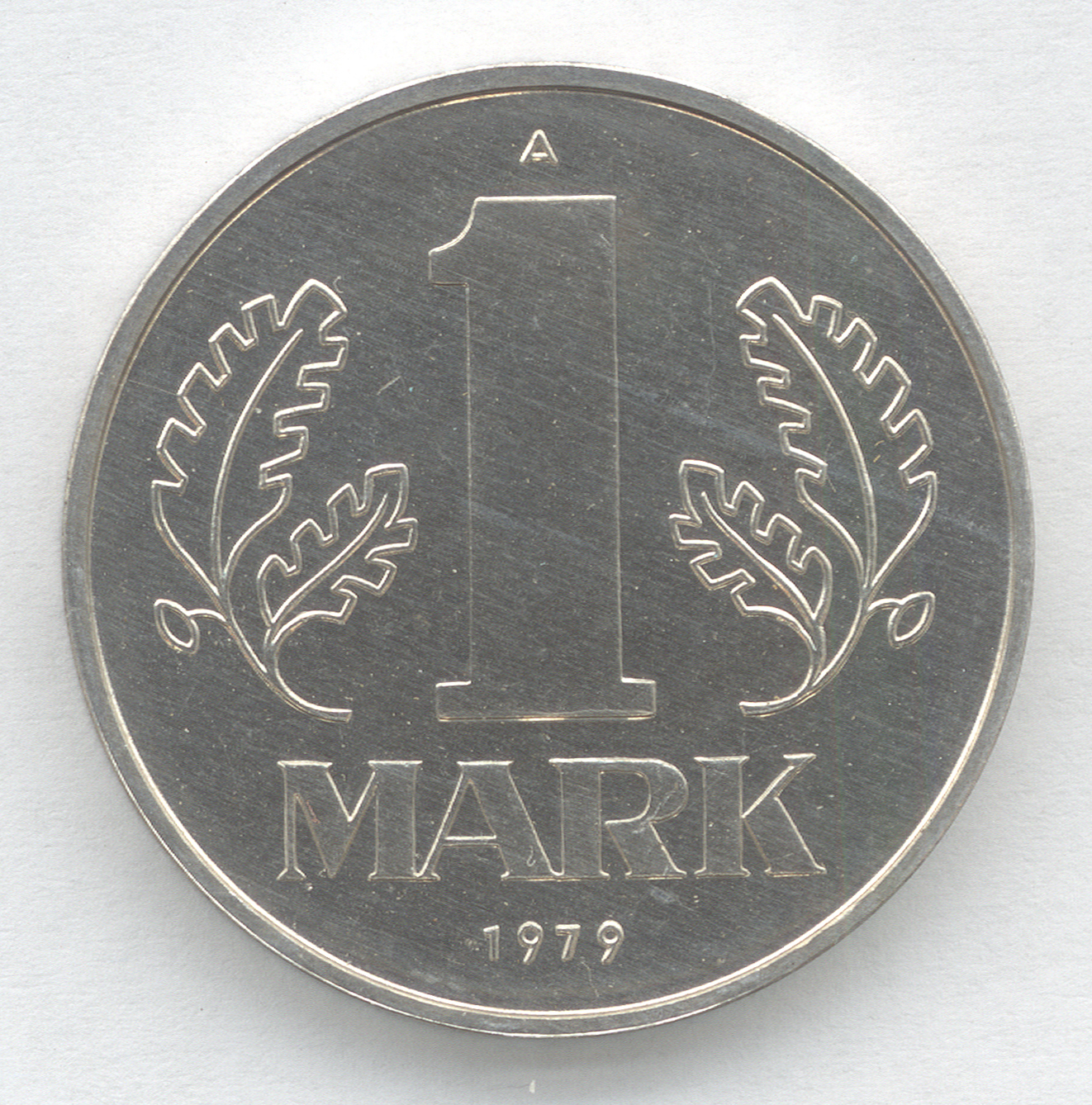
Moeda de 1 Marco
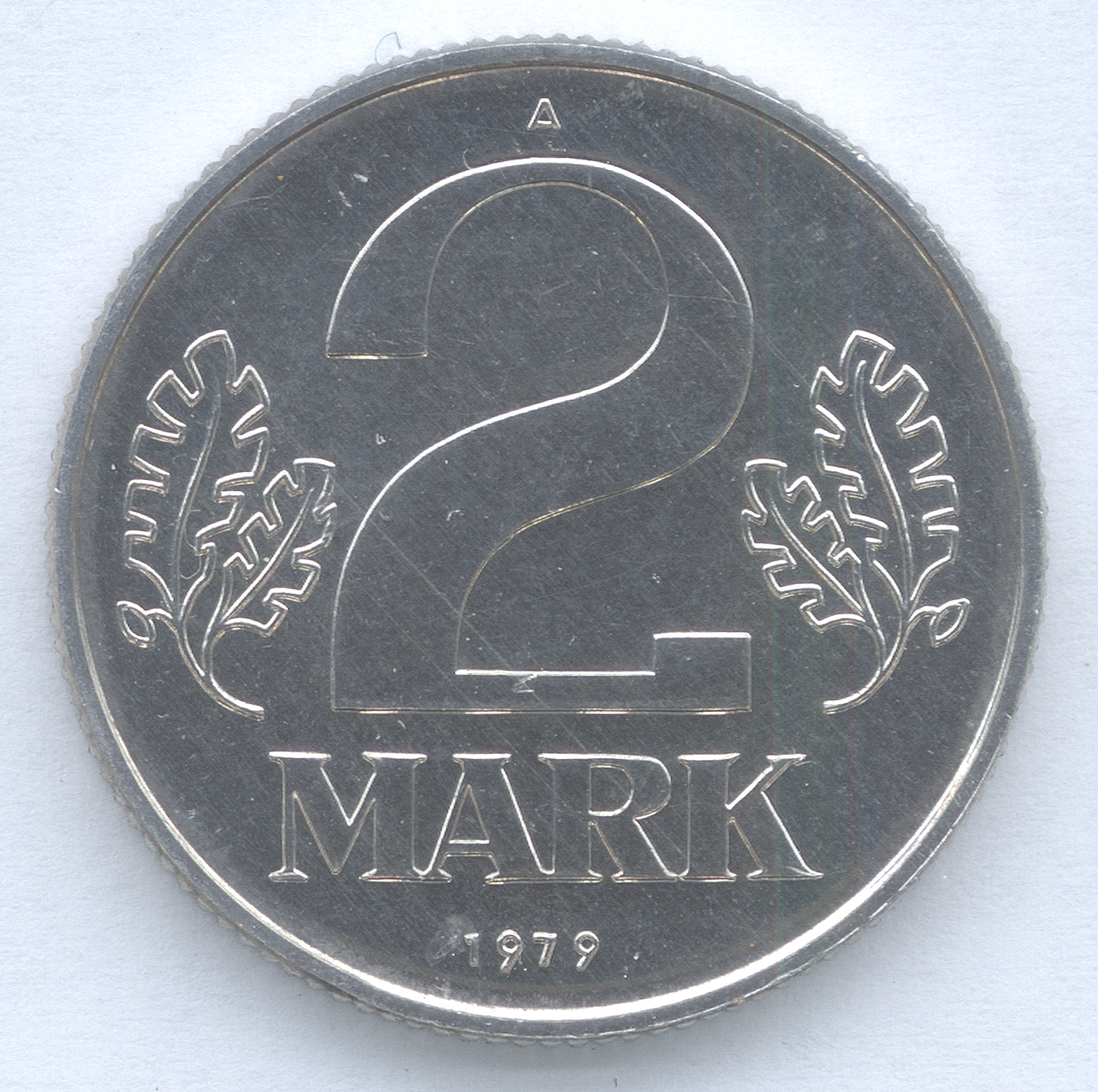
Moeda de 2 Marcos